# Palmer Raids

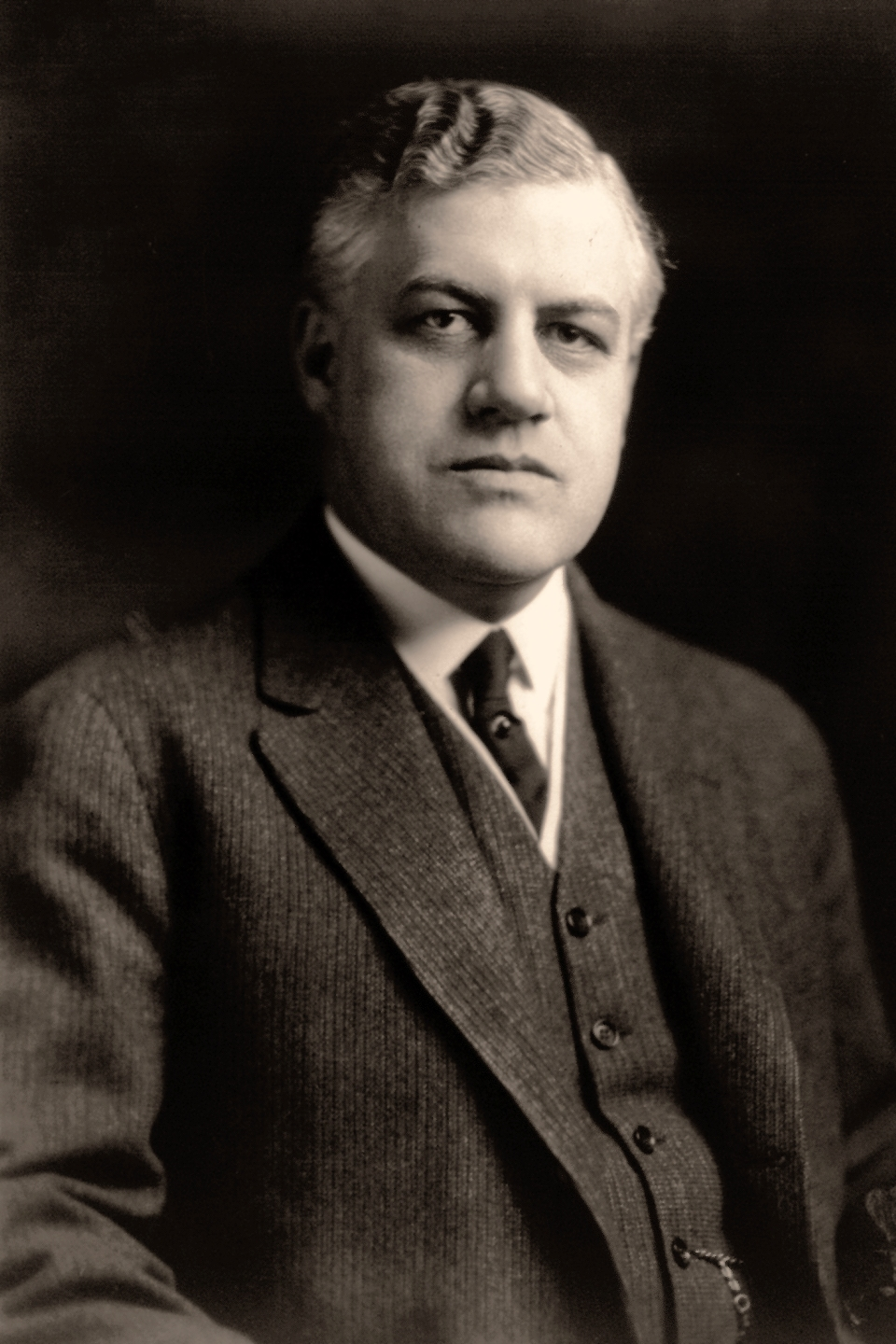
Alexander Mitchell Palmer.

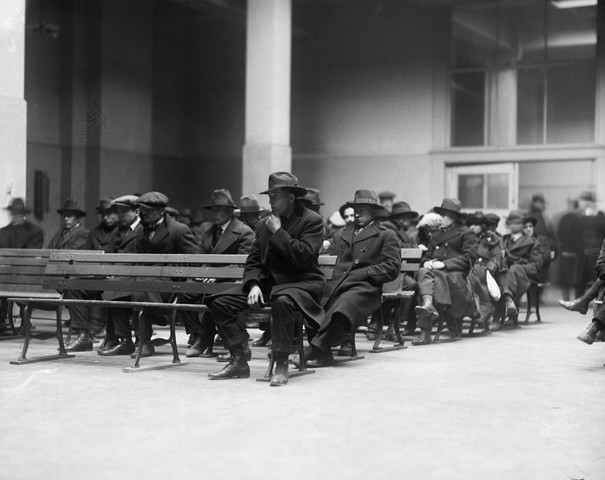
Hommes arrêtés pendant les raids, attendant les audiences d'expulsion à Ellis Island, le 13 janvier 1920.

Les Palmer Raids sont les tentatives menées par le département de la Justice des États-Unis pour arrêter et expulser des militants communistes et des activistes anarchistes américains en 1919-1920.
Ces tentatives se déroulèrent sous le ministère de Alexander Mitchell Palmer, procureur général des États-Unis. Les raids et les arrestations eurent lieu entre novembre 1919 et janvier 1920 dans un contexte de Peur rouge et d'attentats anarchistes. Plus de 500 citoyens étrangers ont ainsi été expulsés, dont d'importants dirigeants de gauche. Le travail de Palmer a été ralenti par les fonctionnaires du département du Travail des États-Unis qui, ayant la responsabilité des expulsions, s'opposaient à ses méthodes,,,.

## Contexte
Pendant la Première Guerre mondiale, une campagne nationale cible aux États-Unis les immigrés et certains groupes ethniques soupçonnés de ne pas être suffisamment fidèles aux intérêts américains. Certaines catégories de personnes sont plus particulièrement visées : les immigrés Allemands, soupçonnés de soutenir leur patrie d'origine, mais aussi les immigrés irlandais, depuis que l'insurrection de Pâques 1916 est venue fragiliser la Grande-Bretagne dans son effort de guerre. 
En 1915, le président Wilson met en garde contre les Américains dits "à trait d'union" (Hyphenated Americans), les Germano-Américains, les Irlando-Américains, les Italo-Américains, etc. Selon lui, ils ont « versé le poison de la déloyauté dans les artères mêmes de notre vie nationale ». « De telles créatures de passion, de déloyauté et d'anarchie », poursuit Wilson, « doivent être écrasées ». La Révolution russe de 1917 renforce en effet, la peur d'agitateurs issus de la classe ouvrière et la propagation des nouvelles idéologies que sont le socialisme, le communisme et l'anarchisme. La grève générale de Seattle en février 1919 vient renforcer  la crainte que le gouvernement américain éprouve envers l'agitation ouvrière, exacerbée par la guerre.
Les attentats anarchistes en avril et juin 1919 menés par des galléanistes (en), des anarchistes italiens partisans de l'anarchiste radical Luigi Galleani, viennent renforcer de nouveau ce climat de tension. À la fin du mois d'avril, une trentaine de lettres explosives sont envoyées à de nombreux notables, pour la plupart des fonctionnaires et des hommes d'affaires éminents, mais également des responsables au sein des institutions politiques et judiciaires. Seuls quelques-unes atteignent leur objectif, et si toutes n'explosent pas à leur ouverture, plusieurs personnes sont blessées, notamment une femme de ménage travaillant dans la résidence du sénateur Thomas W. Hardwick, dont les mains sont arrachées. Le 2 juin 1919, une seconde vague d'attentats à la bombe a lieu, lorsque huit bombes d'une puissance importante explosent dans sept villes américaines, l'une venant endommager la maison du procureur général Alexander Mitchell Palmer. Des prospectus déclarant la guerre aux capitalistes au nom des principes anarchistes accompagnaient chacune des bombes.

### Essais
- (en-US) Charles H. McCormick, Seeing Reds, Pittsburgh, Pennsylvanie, University of Pittsburgh Press, 1 janvier 1997, rééd. 1998, 264 p. (ISBN 9780822939986, lire en ligne),
- (en-US) David Cole, Enemy Aliens, New York, New Press, 11 juillet 2003, 344 p. (ISBN 9781565848009, lire en ligne),
- (en-US) Christopher Finan, From the Palmer Raids to the Patriot Act, Boston,, Beacon Press, 4 avril 2007, 368 p. (ISBN 9780807044285, lire en ligne),

### Articles
- (en-US) Donald Johnson, « The Political Career of A. Mitchell Palmer », Pennsylvania History: A Journal of Mid-Atlantic Studies, Vol. 25, No. 4,‎ octobre 1958, p. 345-370 (27 pages) (lire en ligne),
- (en-US) John Braeman, « World War One and the Crisis of American Liberty », American Quarterly, Vol. 16, No. 1,‎ printemps 1964, p. 104-112 (9 pages) (lire en ligne),
- (en-US) Paul L. Murphy, « Sources and Nature of Intolerance in the 1920s », The Journal of American History, Vol. 51, No. 1,‎ juin 1964, p. 60-76 (17 pages) (lire en ligne),
- (en-US) Patrick Renshaw, « The IWW and the Red Scare 1917-24 », Journal of Contemporary History, Vol. 3, No. 4,‎ octobre 1968, p. 63-72 (10 pages) (lire en ligne),
- (en-US) William H. Siener, « The Red Scare Revisited: Radicals and the Anti-Radical Movement in Buffalo, 1919-1920 », New York History, Vol. 79, No. 1,‎ janvier 1998, p. 23-54 (32 pages) (lire en ligne),